# Hatvan (distrikt)
Hatvan är ett distrikt i Ungern. Det ligger i provinsen Heves, i den centrala delen av landet, 60 km öster om huvudstaden Budapest.